# Dyrup Sogn
Dyrup Sogn er et sogn i Hjallese Provsti (Fyens Stift).
Dyrup Kirke blev indviet i 1986. Dyrup Sogn blev i 1989 udskilt af Sanderum Sogn, som havde hørt til Odense Herred i Odense Amt. Sanderum sognekommune var ved kommunalreformen i 1970 indlemmet i Odense Kommune.
I sognet findes følgende autoriserede stednavne:
- Dyrup (bebyggelse, ejerlav)
- Højme (bebyggelse, ejerlav)
- Lettebæk (bebyggelse)
- Stormarken (bebyggelse)